# Enges
Enges é uma comuna da Suíça, situada no cantão de Neuchâtel. Tem 9,59 km² de área e sua população em 2018 foi estimada em 272 habitantes.